# 神奈川県立小田原城北工業高等学校

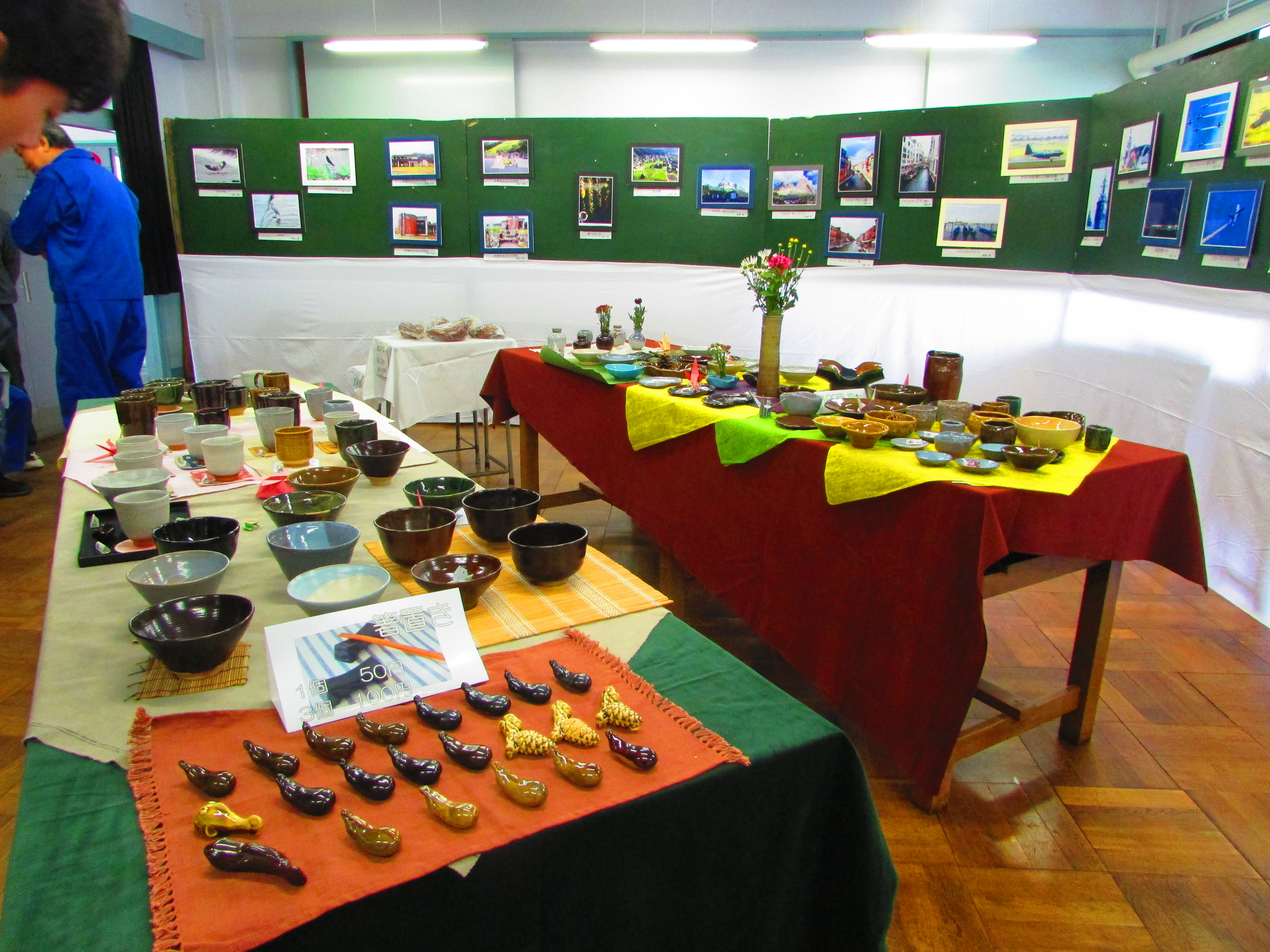
文化祭での写真　定時制陶芸部は毎年文化祭に合わせて作品を作り販売している。

神奈川県立小田原城北工業高等学校（かながわけんりつ おだわらじょうほくこうぎょうこうとうがっこう、英: Kanagawa Prefectural Odawara Johoku Technical High School）は、神奈川県小田原市栢山にある公立の工業高等学校。通称は「城北（じょうほく）」。

## 概要
神奈川県立小田原城東高等学校の機械科が分離独立する形で開校した。設立後、電子科2クラスを設けたが、その後電気科に、また設備工業科1クラスも機械科に統合した。
神奈川最西の工業校であるせいか、かつて静岡県や山梨県から通学する生徒や都内から通学する生徒もあったが、現在は神奈川県立として県内から通学。

## 設置学科

### 全日制
- 機械科
- 建設科
- 電気科
- デザイン科

### 定時制（夜間）
- 機械科・電気科（2学科を合わせて募集）

## 沿革
- 1961年（昭和36年）10月1日 - 創立。
- 1968年（昭和43年） - 校舎落成。
- 2026年（令和8年）4月1日 - 神奈川県立大井高等学校と再編統合の予定。

## 部活動

### 全日制（部活動）
出典：
- 運動部 - 弓道、硬式テニス、サッカー、ソフトテニス、バスケットボール、バドミントン、バレーボール、陸上競技、野球、ワンダーフォーゲル、剣道、ダンス、卓球
- 文化部 - イラスト・マンガ、サウンド、茶華道、自動車、新機械技術、電気研究、美術、ブラスバンド、木工研究、エレクトロニクス、写真
- 同好会 - 書道、囲碁将棋

### 定時制（部活動）
出典：
- 運動部 - バドミントン、バスケットボール、バレーボール、サッカー、陸上競技、卓球
- 文化部 - コンピュータ、オセロ・囲碁・将棋、軽音楽、写真、陶芸、映画鑑賞、園芸、工芸
- 同好会 - 自転車競技同好会

## 制服
男子は昔ながらの黒い学生服。女子はグレーの制服で、デザインは森英恵である。冬服紺のベレー着帽は生徒個々人の自由である。

## 校歌
作詞：小林純一、作曲：湯山昭

## アクセス
- 小田急電鉄小田原線栢山駅 徒歩7分

## 著名な出身者
- 古林将太 - サッカー選手
- 須藤茂光 - 元サッカー選手
- 松尾駿 - お笑い芸人（チョコレートプラネット）